# Denisa Rosolová
Denisa Rosolová (geb. Ščerbová; * 21. August 1986 in Karviná) ist eine ehemalige tschechische Leichtathletin, deren Hauptdisziplinen der Weitsprung und der Siebenkampf waren, bis sie zum 400-Meter- und zum 400-Meter-Hürdenlauf wechselte. Sie war Halleneuropameisterin 2011 auf der Flachstrecke und Vizeeuropameisterin 2012 über die Hürden.

## Sportliche Laufbahn
2004 wurde Rosolová Juniorenweltmeisterin im Weitsprung und konnte sich in dieser Disziplin für die Olympischen Spiele in Athen qualifizieren, schied jedoch in der Qualifikation aus. Beim Siebenkampf der Europameisterschaften 2006 gab sie verletzt auf. 2007 gewann sie im Weitsprung die Bronzemedaille bei den Halleneuropameisterschaften in Birmingham, kam aber bei den Weltmeisterschaften in Osaka nicht über die Vorrunde hinaus.
Bei den Olympischen Spielen in Peking gab sie im Siebenkampf nach zwei Disziplinen auf und scheiterte in der Qualifikation des Weitsprungwettbewerbs. 2009 wurde sie bei den Halleneuropameisterschaften in Turin Zehnte im Fünfkampf. Bei den Hallenweltmeisterschaften 2010 gewann Rosolová mit der tschechischen 4-mal-400-Meter-Staffel die Bronzemedaille. In Barcelona erreichte sie bei den Europameisterschaften den Endlauf über 400 Meter und wurde Fünfte.
2011 wurde Rosolová in Paris mit persönlicher Bestzeit Halleneuropameisterin. Bei den Weltmeisterschaften im selben Jahr erreichte sie mit der Staffel den siebten Platz. 2012 belegte sie bei den Hallenweltmeisterschaften den sechsten Platz. In der Freiluftsaison startete sie bei den Europameisterschaften in Helsinki über die 400 Meter Hürden und gewann die Silbermedaille und darüber hinaus mit der tschechischen Staffel die Bronzemedaille. Kurz darauf belegte sie bei den Olympischen Spielen in London über die Hürden und mit der Staffel jeweils den siebten Platz.
Im März 2013 gewann Rosolová bei den Halleneuropameisterschaften im schwedischen Göteborg die Bronzemedaille in der 4-mal-400-Meter-Staffel. Bei den Weltmeisterschaften in Moskau erreichte sie im Hürdenlauf das Halbfinale und schied mit der tschechischen Staffel in der Vorrunde aus. 2014 gelangte sie bei den Hallenweltmeisterschaften in Sopot das Halbfinale und verpasste bei den Europameisterschaften in Zürich als Vierte über die Hürden nur knapp eine Medaille. 2015 belegte Rosolová den sechsten Platz über 400 Meter bei den Halleneuropameisterschaften in Prag und belegte mit der Staffel Platz vier. Bei den Weltmeisterschaften in Peking erreichte sie erneut das Halbfinale, wie auch bei den Olympischen Spielen 2016 in Rio de Janeiro.
2017 nahm Rosolová an den Halleneuropameisterschaften in Belgrad teil, schied dort aber bereits in der Vorrunde aus. Sie stürzte aufgrund eines Remplers der späteren Siegerin Floria Gueï und musste daraufhin mit kleineren Verletzungen aus der Halle getragen werden.
2008 heiratete sie den tschechischen Tennisspieler Lukáš Rosol. Die Ehe wurde 2011 wieder geschieden, jedoch startet Rosolová weiter unter ihrem neuen Namen. 2017 erhielt sie auf der tschechischen Sportlergala einen Heiratsantrag ihres Freundes, dem tschechischen Zehnkämpfer Adam Sebastian Helcelet. Ende November gab Rosolová ihre Schwangerschaft als auch ihr Karriereende bekannt.

## Persönliche Bestleistungen
(Stand: 21. November 2017)
- 400 Meter Hürden: 54,24 s, 29. Juni 2012, Helsinki
- 400 Meter: 50,84 s, 31. Mai 2011, Ostrava
  - Halle: 51,73 s, 5. März 2011, Paris
- Weitsprung: 6,68 m, 25. Juni 2004, Plzeň
  - Halle: 6,64 m, 6. Februar 2005, Bratislava
- Siebenkampf: 6104 Punkte, 19. Juni 2008, Kladno
  - Fünfkampf (Halle): 4632 Punkte, 3. Februar 2008, Sheffield